# Késő romantikus zene
Késő romantikus zenének szokták nevezni a 19. század végének, 20. század elejének egyik jelentős klasszikus zenei irányzatát. Ismert rá még az utóromantikus, illetve a posztromantikus zene megjelölés. Egyes kézikönyvek külön stílusként kezelik, mások a romantikus zene utolsó fejlődési fokozatának tartják.

## Időszaka
Korszakhatáráról nincs egységes vélemény:
- gyakran monumentális, Richard Wagnert utánzó stílusa miatt a már az 1860-as évektől fellépő Anton Bruckner (1824–1896) is helyet kap a késő romantikus zeneszerzők között;[1]
- kb. 1880–1900: a 19. század végének, elsősorban Wagnert követő zeneszerzőinek stílusa, 1880-as évektől jelentkező művészeket értik ide – ebben az időszakban a romantikus stílus még egyeduralkodónak tekinthető;
- kb. 1900–1920: a századforduló nagy, romantikus stílusú zeneszerzőinek stílusa – más zenei irányzatok mellett él;
- kb. 1920–1950: egyes nézetek a stílust a 20. század egész első felére kiterjesztik.[2]

## Képviselői

### Elsősorban 1880–1900 között működők
- Anton Bruckner (1824–1896), John Stainer (1840–1901), Antonín Dvořák (1841–1904), Edvard Grieg (1843–1907), Charles-Marie Widor (1844–1937), Gabriel Fauré (1845–1924), Vincent d’Indy (1851–1931), Anatolij Konsztantyinovics Ljadov (1855–1914), Edward Elgar (1857–1934), Hugo Wolf (1860–1903), Edward MacDowell (1860–1908), Ignacy Jan Paderewski (1860–1941), Gustav Mahler (1860–1911), Anton Sztyepanovics Arenszkij (1861–1906), Vaszilij Szergejevics Kalinnyikov (1866–1901).

### Elsősorban 1900–1920 között működők
- Alexandr Tanyejev (1850–1918), Szergej Ivanovics Tanyejev (1856–1915), Szergej Mihajlovics Ljapunov (1859–1924), Gustave Charpentier (1860–1956), Richard Strauss (1864–1949), Paul Dukas (1865–1935), Alekszandr Konsztantyinovics Glazunov (1865–1936), Jean Sibelius (1865–1957),  Albert Roussel (1869–1937), Florent Schmitt (1870–1958), Alexander von Zemlinsky (1871–1942), Wilhelm Stenhammar (1871–1927), Hugo Alfvén (1872–1960), Déodat de Séverac (1872–1921), Sigmund von Hausegger (1872–1948), Sergey Rachmaninov (1873–1943), Max Reger (1873–1916), Joseph Jongen (1873–1953), Josef Suk (1874–1935), Gustav Holst (1874–1934), Erkki Melartin (1875–1937), Franco Alfano (1875–1944), Reinhold Glière (1875–1956), Ludolf Nielsen (1876–1939), Louis Aubert (1877–1968), Fritz Brun (1878–1959), Frank Bridge (1879–1941).

### Elsősorban 1920–1950 között működők
- Nyikolaj Medtner (1880–1951), Ernest Bloch (1880–1959), Nyikolaj Jakovlevics Mjaszkovszkij (1881–1950), Karol Szymanowski (1882–1937), Arnold Bax (1883–1953), Riccardo Zandonai (1883–1944), Othmar Schoeck (1886–1977), Jacques Ibert (1890–1962), Karel Boleslav Jirák (1891–1972), Arthur Bliss (1891–1975), Eugene Aynsley Goossens (1893–1962), Alexandre Tansman (1897–1986), Alexander Tcherepnin (1899–1977), Franz Salmhofer (1900–1975).

## Kapcsolódó szócikk
- Zenetörténet